# ARN interagissant avec Piwi
Pour les articles homonymes, voir Pirna (homonymie).
Les ARN interagissants avec Piwi (ARNpi, en anglais Piwi-interacting RNA, piRNA) sont des petits ARN exprimés dans les cellules germinales et l'embryon précoce chez les animaux. Leur rôle serait de bloquer l'activité d'éléments mobiles présents dans l'ADN, comme les transposons et les rétro-éléments, pendant le développement précoce de l'embryon. Au stade où celui-ci n'est constitué que d'une ou quelques cellules, un remaniement du génome peut en effet avoir des conséquences très délétères sur la viabilité de l'organisme.
Ces ARN sont complémentaires de séquences de ces éléments mobiles et pourraient agir par un mécanisme analogue à l'interférence par ARN, ils ont en effet été caractérisés pour leur capacité à interagir avec les protéines Piwi qui ont des caractéristiques communes avec les complexes de silencing de l'interférence par ARN. Ces ARN mesurent de 26 à 31 nucléotides, et sont codés par quelques loci précis du génome. Ils possèdent en outre un groupement 2'-O-méthyl en 3' permettant leur reconnaissance par les protéines Piwi.
Ces piRNA ont pour l'instant été mis en évidence chez des mammifères et des invertébrés.